# 823 (szám)
A 823 (római számmal: DCCCXXIII) egy természetes szám, prímszám.

## A szám a matematikában
A tízes számrendszerbeli 823-as a kettes számrendszerben 1100110111, a nyolcas számrendszerben 1467, a tizenhatos számrendszerben 337 alakban írható fel.
A 823 páratlan szám, prímszám. Normálalakban a 8,23 · 102 szorzattal írható fel.
Pillai-prím.
A 823 négyzete 677 329, köbe 557 441 767, négyzetgyöke 28,68798, köbgyöke 9,37130, reciproka 0,0012151. A 823 egység sugarú kör kerülete 5171,06151 egység, területe 2 127 891,810 területegység; a 823 egység sugarú gömb térfogata 2 335 006 613,3 térfogategység.
A 823 helyen az Euler-függvény helyettesítési értéke 822, a Möbius-függvényé −1.